# Persone di nome Domenico/Pittori
| Questa pagina contiene informazioni ricavate automaticamente dalle voci biografiche con l'ausilio del template Bio e di un bot. L'aggiornamento è periodico e automatico e ricostruisce completamente la pagina. Se manca una persona in questa lista, sei pregato di non aggiungerla, ma accertati piuttosto che la sua voce biografica contenga il template Bio e che i dati anagrafici siano correttamente compilati. Se il template Bio manca, inseriscilo tu stesso o, in alternativa, metti l'avviso {{tmp\|Bio}} che ne segnala la mancanza. Se i dati riportati sono sbagliati, correggi direttamente la voce biografica; le modifiche saranno visibili in questa lista entro pochi giorni. Per chiarimenti vedi il progetto antroponimi. La lista contiene solo le 121 persone che sono citate nell'enciclopedia e per le quali è stato implementato correttamente il template Bio. Pagina aggiornata al 22 lug 2025. |

Questa è una lista di persone presenti nell'enciclopedia che hanno il nome Domenico e sono pittori.

## A(5)
- Domenico Alfani, pittore italiano (Perugia)
- Domenico Ambrogi, pittore italiano (Bologna - Bologna, † 1678)
- Domenico Ammirato, pittore italiano (Napoli, n. 1833)
- Domenico Aspari, pittore e incisore italiano (Milano, n. 1745 - Milano, † 1831)
- Domenico Augimeri, pittore italiano (Palmi, n. 1834 - Palmi, † 1911)

## B(12)
- Domenico Baccarini, pittore, incisore e scultore italiano (Faenza, n. 1882 - Faenza, † 1907)
- Domenico Baranelli, pittore italiano (Bonefro, n. 1895 - Siena, † 1987)
- Domenico Battaglia, pittore italiano (Napoli, n. 1842 - Napoli)
- Domenico Beceri, pittore italiano (Firenze)
- Domenico Bettini, pittore italiano (Firenze, n. 1644 - Bologna, † 1705)
- Domenico Ghirlandaio, pittore italiano (Firenze, n. 1448 - Firenze, † 1494)
- Domenico Bocciardo, pittore italiano (Finale Marina, n. 1686 - Genova, † 1746)
- Fabòn, pittore italiano (Sant'Agata del Bianco, n. 1912 - Roma, † 1969)
- Domenico Bresolin, pittore e fotografo italiano (Padova, n. 1813 - Venezia, † 1900)
- Domenico Bruni, pittore italiano (Brescia, n. 1591 - Brescia, † 1666)
- Domenico Bruschi, pittore italiano (Perugia, n. 1840 - Roma, † 1910)
- Domenico Buratti, pittore, poeta e illustratore italiano (Nole, n. 1881 - Torino, † 1960)

## C(17)
- Domenico Caldara, pittore italiano (Foggia, n. 1814 - Napoli, † 1897)
- Domenico Caligo, pittore italiano (Venezia - Firenze)
- Domenico Maria Calvarino, pittore italiano (Genova)
- Domenico Pasquale Cambiaso, pittore italiano (Genova, n. 1811 - Genova, † 1894)
- Domenico Campagnola, pittore italiano (Venezia - Padova, † 1564)
- Domenico Cantatore, pittore, illustratore e scrittore italiano (Ruvo di Puglia, n. 1906 - Parigi, † 1998)
- Domenico Maria Canuti, pittore italiano (Bologna, n. 1626 - Bologna, † 1684)
- Domenico Capriolo, pittore italiano (Venezia, n. 1494 - Treviso, † 1528)
- Domenico Antonio Carella, pittore italiano (Francavilla Fontana, n. 1727 - Martina Franca, † 1813)
- Domenico Carpinoni, pittore italiano (Clusone, n. 1566 - Clusone, † 1658)
- Domenico Carretti, pittore italiano (Bologna, n. 1650 - † 1719)
- Domenico di Cecco, pittore italiano (Gubbio)
- Domenico Cifani, pittore e incisore italiano (L'Aquila, n. 1886 - L'Aquila, † 1946)
- Domenico Colao, pittore italiano (Monteleone Calabro, n. 1881 - Roma, † 1943)
- Domenico Conti Bazzani, pittore italiano (Mantova, n. 1740 - Roma, † 1815)
- Domenico Corvi, pittore italiano (Viterbo, n. 1721 - Roma, † 1803)
- Passignano, pittore italiano (Passignano, n. 1559 - Firenze, † 1638)

## D(15)
- Domenico Beccafumi, pittore e scultore italiano (Monteaperti, n. 1486 - Siena, † 1551)
- Domenico Dalle Greche, pittore e incisore italiano (Modone - Venezia)
- Domenico De Angelis, pittore italiano (Ponzano Romano, n. 1735 - Roma, † 1804)
- Domenico De Bernardi, pittore italiano (Besozzo, n. 1892 - Besozzo, † 1963)
- Domenico De Biasio, pittore italiano (Rocca Pietore, n. 1821 - Venezia, † 1874)
- Domenico Del Frate, pittore italiano (Lucca, n. 1765 - Roma, † 1821)
- Mino Delle Site, pittore e scultore italiano (Lecce, n. 1914 - Roma, † 1996)
- Domenico Veneziano, pittore italiano (Venezia - Firenze, † 1461)
- Domenico di Michelino, pittore italiano (Firenze, n. 1417 - Firenze, † 1491)
- Domenico di Bartolo, pittore italiano (Asciano - Siena)
- Domenico di Zanobi, pittore italiano (Firenze)
- Domenico della Marca, pittore italiano
- Domenico Puligo, pittore italiano (Firenze, n. 1492 - Firenze, † 1527)
- Domenico Duprà, pittore (Torino, n. 1689 - Torino, † 1770)
- Domenico Durante, pittore e calciatore italiano (Murazzano, n. 1879 - Canale, † 1944)

## F(8)
- Domenico Failutti, pittore italiano (Zugliano, n. 1872 - † 1923)
- Domenico Falce, pittore italiano (Feltre, n. 1619 - Feltre, † 1697)
- Domenico Maggiotto, pittore italiano (Venezia, n. 1712 - Venezia, † 1794)
- Domenico Ferri, pittore italiano (Castel di Lama, n. 1857 - Bologna, † 1940)
- Domenico Fetti, pittore italiano (Roma, n. 1589 - Venezia, † 1623)
- Domenico Fiasella, pittore italiano (Sarzana, n. 1589 - Genova, † 1669)
- Domenico Antonio Fiorentini, pittore italiano (Sermoneta, n. 1747 - Roma, † 1820)
- Domenico Maria Fratta, pittore e incisore italiano (Bologna, n. 1696 - Bologna, † 1763)

## G(8)
- Domenico Gallamini, pittore e decoratore italiano (Faenza, n. 1774 - Faenza, † 1846)
- Domenico Ghislandi, pittore italiano (Bergamo - Bergamo, † 1717)
- Domenico Gnoli, pittore, illustratore e scenografo italiano (Roma, n. 1933 - New York, † 1970)
- Domenico Guardi, pittore italiano (Mastellina, n. 1678 - Venezia, † 1716)
- Domenico Guargena, pittore italiano (Messina, n. 1610 - Messina, † 1663)
- Domenico Guarino, pittore e scultore italiano (Napoli, n. 1683 - † 1750)
- Domenico Guerello, pittore italiano (Portofino, n. 1891 - Portofino, † 1931)
- Domenico Guidobono, pittore italiano (Savona, n. 1668 - Napoli, † 1746)

## I(1)
- Domenico Induno, pittore italiano (Milano, n. 1815 - Milano, † 1878)

## L(3)
- Domenico La Bruna, pittore italiano (Trapani, n. 1699 - Trapani, † 1763)
- Mimì Maria Lazzaro, pittore, scultore e scrittore italiano (Catania, n. 1905 - Catania, † 1968)
- Domenico Lu Domine, pittore italiano (Udine)

## M(12)
- Domenico Malpiedi, pittore italiano (San Ginesio)
- Domenico Mancini, pittore italiano
- Domenico Manfredi, pittore italiano (Lucca)
- Domenico Marolì, pittore italiano (Messina, n. 1612 - Scaletta Zanclea, † 1676)
- Domenico Mastroianni, pittore e scultore italiano (Arpino, n. 1876 - Roma, † 1962)
- Domenico Mazzoni, pittore italiano (Caneva, n. 1852 - Udine, † 1923)
- Domenico Mona, pittore italiano (Ferrara, n. 1550 - Parma, † 1602)
- Domenico Monacelli, pittore italiano (Frosinone)
- Domenico Morelli, pittore e politico italiano (Napoli, n. 1823 - Napoli, † 1901)
- Domenico Morone, pittore e miniatore italiano (Verona - Verona, † 1518)
- Domenico Maria Muratori, pittore italiano (Vedrana, n. 1661 - Roma, † 1742)
- Domenico Muzzi, pittore italiano (Parma, n. 1742 - Parma, † 1812)

## O(1)
- Domenico Oranges, pittore italiano (Cosenza, n. 1710 - † 1788)

## P(15)
- Domenico Paghini, pittore italiano (Venezia, n. 1777 - Udine, † 1850)
- Domenico Panetti, pittore italiano
- Domenico Panighi, pittore italiano (Massa Lombarda, n. 1908 - Bologna, † 1974)
- Domenico Parodi, pittore e scultore italiano (Genova, n. 1672 - Genova, † 1742)
- Domenico Passerini, pittore italiano (Parma, n. 1723 - Parma, † 1788)
- Domenico Pecchio, pittore italiano (Casaleone, n. 1687 - Verona, † 1760)
- Domenico Pecori, pittore e mercante italiano (Arezzo - Arezzo, † 1527)
- Domenico Pellegrini, pittore italiano (Galliera Veneta, n. 1759 - Roma, † 1840)
- Domenico Pellizzi, pittore italiano (Vezzano sul Crostolo, n. 1818 - Reggio Emilia, † 1874)
- Domenico Pesenti, pittore e antiquario italiano (Medole, n. 1843 - Mantova, † 1918)
- Domenico Pezzi, pittore italiano (Puria)
- Domenico Piola, pittore italiano (Genova, n. 1627 - Genova, † 1703)
- Domenico Provenzani, pittore italiano (Palma di Montechiaro, n. 1736 - Palma di Montechiaro, † 1794)
- Domenico Pugliani, pittore italiano (Vaglia, n. 1589 - Firenze, † 1658)
- Domenico Purificato, pittore italiano (Fondi, n. 1915 - Roma, † 1984)

## Q(2)
- Domenico Quaglio il Giovane, pittore, scenografo e architetto tedesco (Monaco di Baviera, n. 1787 - † 1837)
- Domenico Quattrociocchi, pittore italiano (Palermo, n. 1872 - Roma, † 1941)

## R(6)
- Domenico Brusasorzi, pittore italiano (Verona, n. 1516 - Verona, † 1567)
- Domenico Raucci, pittore italiano (Teano, n. 1872 - Isernia, † 1935)
- Domenico Remps, pittore fiammingo (n. 1620 - † 1699)
- Domenico Robusti, pittore italiano (Venezia, n. 1560 - Venezia, † 1635)
- Domenico Rossi, pittore italiano (Seriate, n. 1911 - Bergamo, † 1955)
- Domenico Russo, pittore e commediografo italiano (Nicotera, n. 1831 - Nicotera, † 1907)

## S(4)
- Domenico Sangillo, pittore e poeta italiano (Rodi Garganico, n. 1922 - Rodi Garganico, † 2016)
- Domenico Santi, pittore italiano (n. 1621 - † 1694)
- Domenico Soldini, pittore italiano
- Domenico Someda, pittore italiano (Rivolto, n. 1859 - Udine, † 1944)

## T(2)
- Domenico Tojetti, pittore italiano (Rocca di Papa, n. 1807 - San Francisco, † 1892)
- Domenico da Tolmezzo, pittore e scultore italiano (Val Degano, n. 1448 - Udine, † 1507)

## U(1)
- Domenico Udine Nani, pittore italiano (Rovereto, n. 1784 - Firenze, † 1850)

## V(4)
- Domenico Antonio Vaccaro, pittore, scultore e architetto italiano (Napoli, n. 1678 - Napoli, † 1745)
- Domenico Valinotti, pittore e scenografo italiano (Torino, n. 1889 - Canelli, † 1962)
- Domenico Ventura, pittore italiano (Altamura, n. 1942 - Altamura, † 2021)
- Domenico Maria Viani, pittore italiano (Bologna, n. 1668 - Pistoia, † 1711)

## Z(5)
- Domenichino, pittore italiano (Bologna, n. 1581 - Napoli, † 1641)
- Domenico Zanconti, pittore italiano (Pescantina - † 1809)
- Domenico Zanetti, pittore e decoratore italiano (Bologna)
- Domenico Zappettini, pittore e decoratore italiano (Bergamo, n. 1880 - Bergamo, † 1918)
- Domenico Zeni, pittore italiano (Bardolino, n. 1762 - Brescia, † 1819)